# Wilhelm Paul Corssen
Wilhelm Paul Corssen (Brême, 20 janvier 1820 – Berlin, 1875) est un philologue et grammairien allemand spécialiste des langues latine et étrusque.

## Biographie
Wilhelm Corssen, né à Brême, suivit son père commerçant à Schwedt, dans le Royaume de Prusse, où il fit ses études. Après avoir effectué ses études secondaires au lycée de Joachimsthal de Berlin, où ses prédispositions pour la philologie avaient été encouragées par le recteur Meinike, il s'inscrivit à l'université Humboldt de Berlin, où il fut influencé par August Böckh et Karl Lachmann et fut actif dans la fraternité étudiante Corps Marchia Berlin (de).
Sa première publication importante est Origines poesis romanae (« Origine de la poésie romaine») qui lui permit d'obtenir le prix offert par la faculté de philosophie de l'université.
En 1846 il fut appelé à Stettin (où pendant deux ans il avait assuré un cours supérieur au gymnasium), avant d'occuper, pendant vingt ans, un poste de répétiteur auprès de l'École régionale de Pforta.
En 1854 il remporta un prix offert par l'Académie des sciences prussienne pour son travail concernant la prononciation et l'accentuation du latin. Ce traité devint rapidement fameux et fut publié sous le titre Über Aussprache, Vocalismus, und Betonung der lateinischen Sprache (1858-1859).
En 1863 fut édité un autre travail intitulé Kritische Beiträge zur lateinischen Formenlehre, qui fut suivi par un additif en 1866 avec le titre Kritische Nachtrage zur lateinischen Formenlehre.
Dans son examen de la prononciation restituée du latin, il fut naturellement porté à étudier les diverses langues italiques. Les résultats de ses investigations furent publiés dans différents articles du Zeitschrift fur vergleichende Schriftforschung d’Adalbert Kuhn.
En 1866 sa santé fragile le contraignit à abandonner sa chaire à Pforta et à retourner à Berlin mais cela ne freina aucunement son activité littéraire : en 1867 il publiait une étude archéologique sous le titre Alterthumer und Kunstdenkmale des Gistercienserklosters St Marien und der Landesschule Pforta, dans laquelle il avait compilé tout le matériel trouvé sur l'histoire de l'académie royale de Pforta (dite « Eton allemande »), et en 1868-1869, il réédita une nouvelle édition de son traité sur la prononciation latine.
Depuis sa jeunesse il avait été attité par les témoignages concernant la civilisation étrusque et à plusieurs reprises il donna son opinion sur certains aspects de la question. Ce ne fut pourtant qu'après 1870 qu'il eut l'opportunité de visiter l'Italie et ses monuments : cela lui permit de compléter ses connaissances et de traiter le sujet dans sa globalité. En 1874 parut le premier volume de Über die Sprache der Etrusker dans lequel Corssen cherchait à prouver que la langue étrusque était apparentée avec celle des Romains.
Wilhelm Paul Corssen est mort en 1875 avant de pouvoir apporter les dernières retouches au second livre Beiträge zur italienischen Sprachkunde qui a été édité à titre posthume par Adalbert Kuhn.

## Influence sur Friedrich Nietzsche
Dans le Crépuscule des idoles (« Ce que je dois aux Anciens ») Friedrich Nietzsche, qui a été éduqué à Schulpforta, rend hommage à Corssen dans la discussion de son éducation et de son style littéraire :

« Mon sens du style, de l'épigramme comme un style, a été réveillé presque instantanément lorsque je suis entré en contact avec Salluste. Je n'ai pas oublié la surprise de mon honoré professeur Corssen, quand il avait à donner à son plus mauvais élève de latin, la meilleure note, j'en avais fini avec un seul coup. »

— Friedrich Nietzsche, Le Crépuscule des idoles

## Publications
- Origines poesis romanae (1844)
- Über Aussprache, Vokalismus und Betonung der lateinischen Sprache, B. G. Teubner, Leipzig, 1858-1859
- De Volscorum lingua commentatio, Naumbourg, Heinrich Sieling, 1858 (lire en ligne)
- Kritische Beiträge zur lateinischen Formenlehre, 1863 ; rééed. chez B. G. Teubner, Leipzig, en 1866
- Alterthümer und Kunstdenkmale des Cisterzienserklosters St. Marien und der Landesschule zur Pforte, Halle, Buchhandlung des Waisenhauses, 1868
- Iscrizione sepolcrale etrusca di Tresivio nella Valtellina, in Bollettino dell'Istituto di corrispondenza archeologica, Rome, 1871
- Über die Sprache der Etrusker, 1874-1875
- Beiträge zur italienischen Sprachkunde (publication posthume), Hugo Weber, 1878